# Mexipyrgus churinceanus ssp. churinceanus
Mexipyrgus churinceanus ssp. churinceanus је подврста класе Gastropoda која припада реду Littorinimorpha. 

## Угроженост
Ова врста се сматра рањивом у погледу угрожености врсте од изумирања.

## Распрострањење
Мексико је једино познато природно станиште врсте.

## Станиште
Станиште врсте су слатководна подручја.